# Ochse

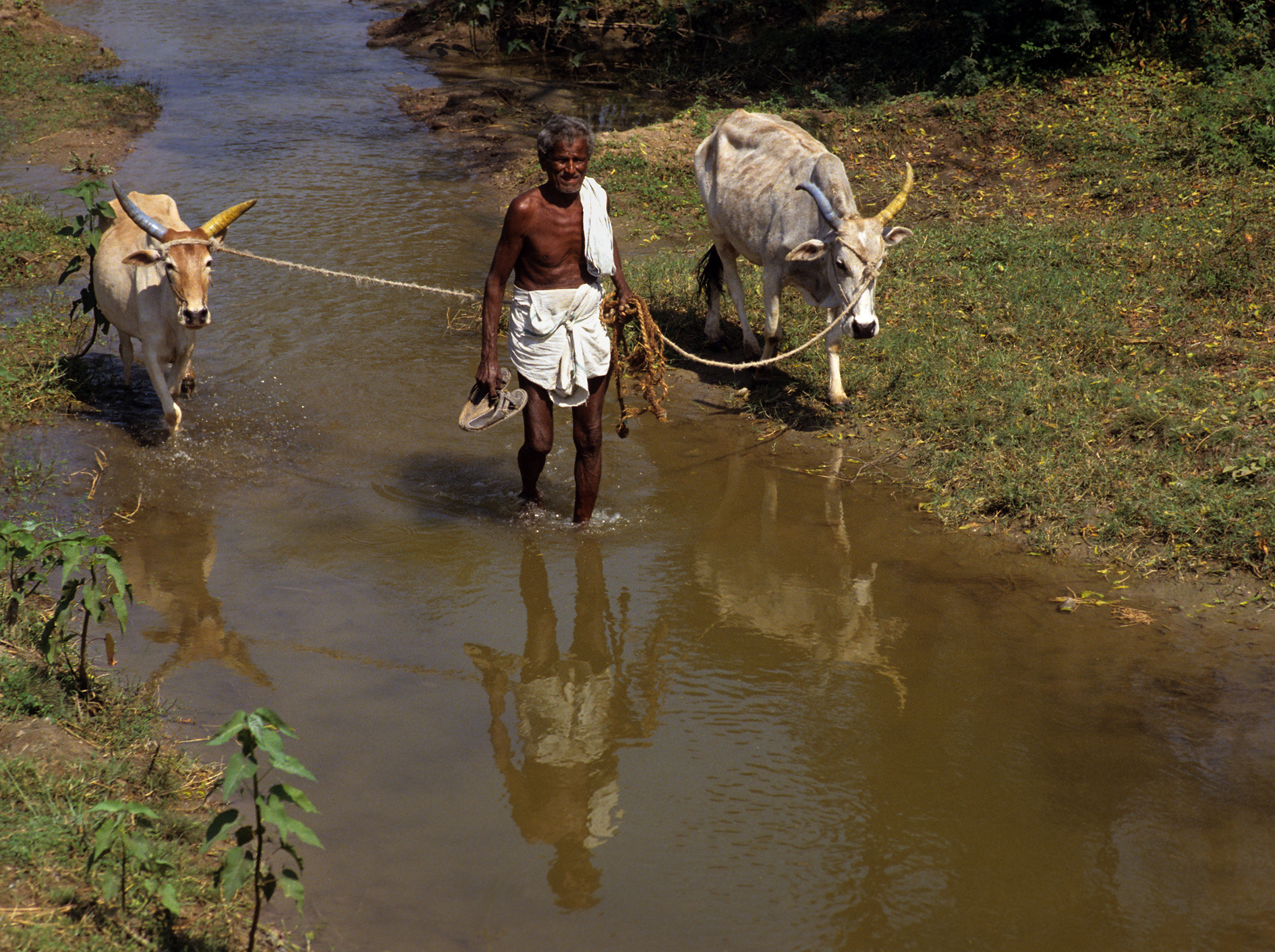
Bauer mit Ochsen in Tamil Nadu (1993)

Ein Ochse (althochdeutsch ohso) ist ein kastriertes männliches Rind.

## Wortherkunft
Die ursprüngliche Bedeutung des Wortes ist unsicher, zumal im älteren Deutsch Ochse sowohl für den Zuchtstier als auch das kastrierte männliche Rind verwendet werden konnte. Vergleichen kann man das Wort entweder mit altindisch ukṣấ „Stier“, ukṣáti „besprengt, befeuchtet“, woraus eine Grundbedeutung „Samenspritzer“ beziehungsweise „Zuchtstier“ erschlossen werden kann; oder aber mit dem Wortstamm von wachsen, vgl. altindisch úkṣati „wächst“, womit vielleicht der „Mastochse“ am Anfang stand.

## Hintergrund
Nur mittels Kastration war es möglich, die gegenüber dem weiblichen Rind viel größere Arbeitskraft des Stiers für menschliche Zwecke zu nutzen. Im Gegensatz zum unkastrierten männlichen Rind, dem Stier, ließ sich ein Ochse gut abrichten und eignete sich damit in der Landwirtschaft als Zug- und Arbeitstier.
Der Ochse ist das älteste belegte Zugtier, allerdings können z. B. Hunde bereits zuvor für geringere Lasten eingesetzt worden sein. Der früheste dokumentierte Einsatz von Ochsenpaaren vor dem Pflug erfolgte bereits unter Verwendung eines Jochs, wahrscheinlich ab der Mitte des 4. Jahrtausends v. Chr. in Mitteleuropa. Bei der chrono-typologischen Auswertung von Funden der Goldberg-III-Gruppe aus dem mittelfränkischen Gipsbruch bei Marktbergel ergaben sich Hinweise auf die Existenz von Ochsen. Etwas später zog der Ochse bereits Stangenschleifen und Schlitten, dann auch Karren und Wagen. Ochsenkarren haben in Entwicklungsländern noch heute große Bedeutung. Bei Ochsenrennen werden die Tiere auch als Reittiere verwendet.
In den letzten Jahren werden Ochsen vermehrt auch aufgrund ihres sehr hochwertigen, gut marmorierten Fleisches gehalten.
Normalerweise erfolgt die Kastration lange vor der Geschlechtsreife der Tiere etwa im Alter von einigen Wochen bis wenigen Monaten. Da sich bei kastrierten Tieren die Wachstumsfugen später schließen, wachsen Ochsen deutlich länger als Stiere und erreichen dadurch eine Größe, die die eines gewöhnlichen männlichen Rindes derselben Rasse übertrifft. Ochsen zeigen einen muskulöseren Wuchs als Kühe, jedoch einen geringeren als Stiere.
In einigen Ländern wie z. B. den USA ist es üblich, männliche Tiere für die Weidemast generell zu kastrieren, da diese dann wesentlich friedlicher sind. Die fehlende Mastleistung wird dann, falls es erlaubt und gewollt ist, vielfach durch das Injizieren von Hormonkapseln sowohl bei den männlichen als auch weiblichen Jungtieren (über-)kompensiert, so dass man die Tiere für die Mast nicht nach Geschlecht selektieren muss.

## Bildergalerie

Zwei Ochsen in einem Ökomuseum in Aquitanien (Südwestfrankreich)
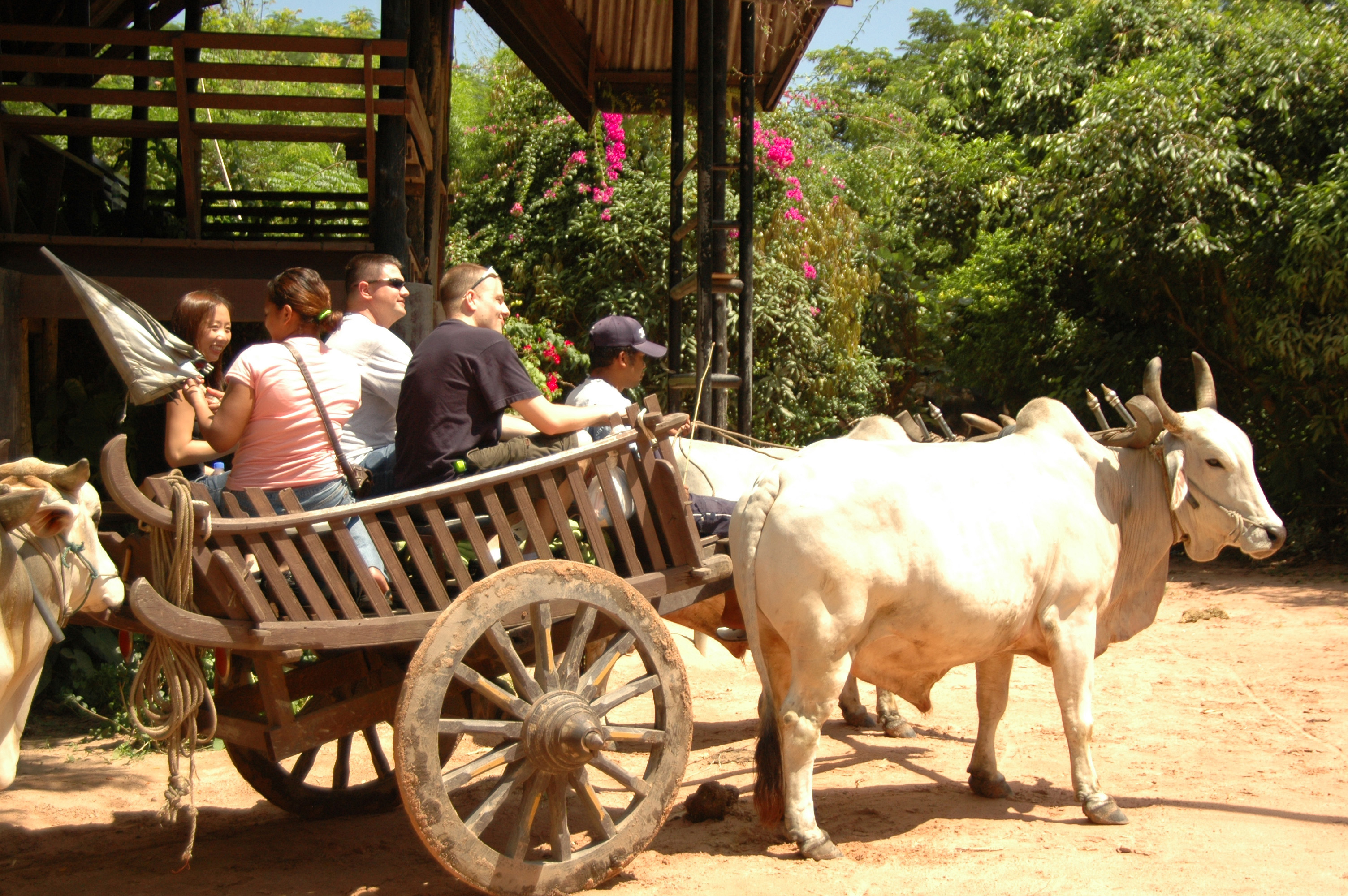
Ein Ochsenkarren in Thailand
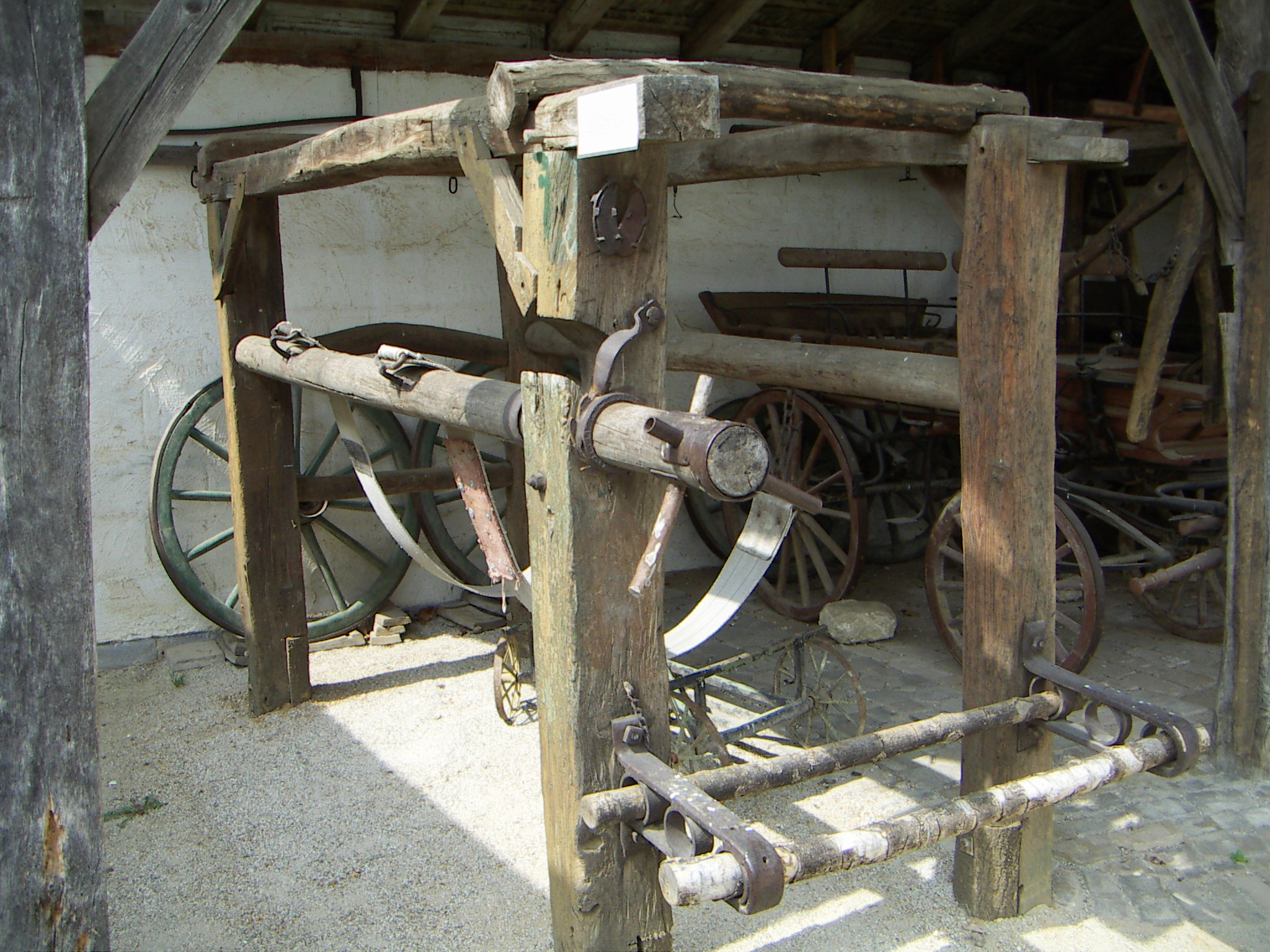
Vorrichtung zum Beschlagen von Ochsen
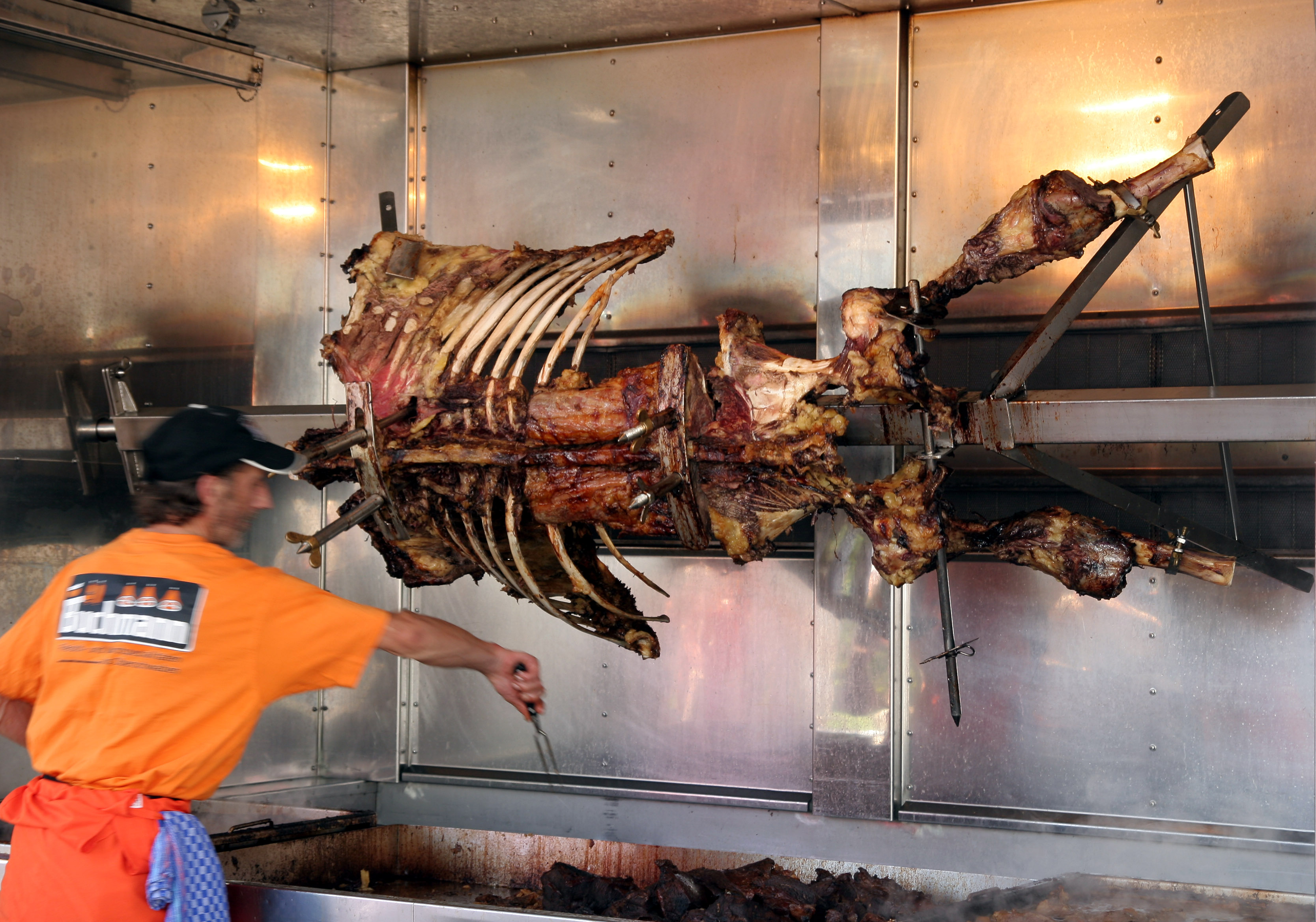
Reste eines Ochsen auf einem Grill (Ochs am Spieß)

Szenen von Ochsenrennen in Haunshofen und Langenpettenbach

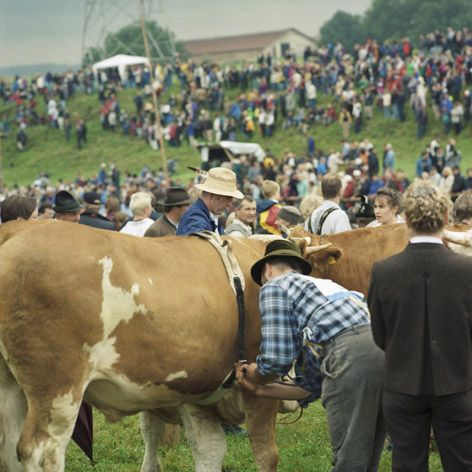
Ochsenrennen Haunshofen
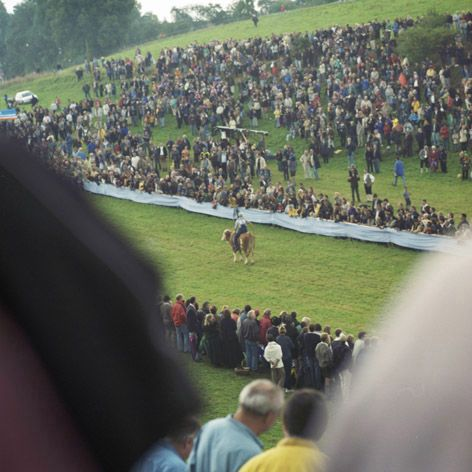
Ochsenrennen Haunshofen
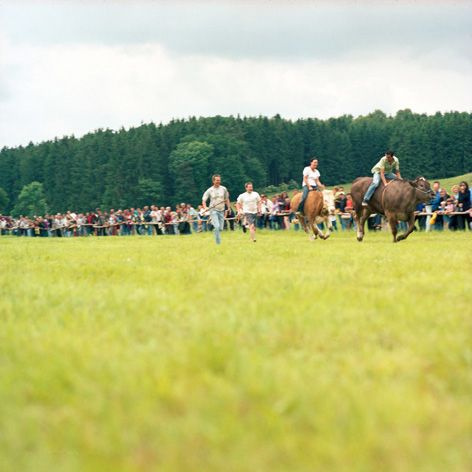
Ochsenrennen Langenpettenbach
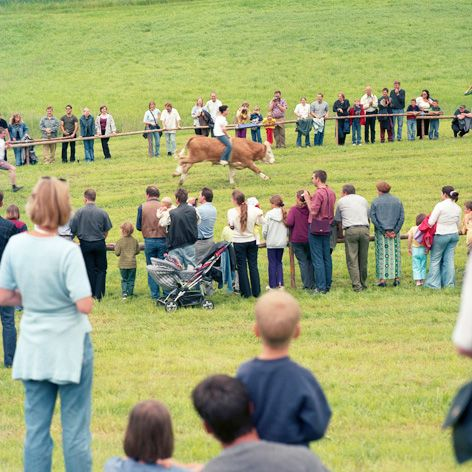
Ochsenrennen Langenpettenbach